# Тихон Іван Григорович
Іва́н Григо́рович Ти́хон (біл. Іва́н Рыго́равіч Ці́хан; нар. 24 липня 1976) — білоруський легкоатлет, що спеціалізується в метанні молота, олімпійський медаліст, чемпіон світу.
На змаганнях Пекінської олімпіади у Тихона було виявлено високий рівень тестостерону в крові. Як наслідок, його було дискваліфіковано. Але 2010 року Спортивний арбітражний суд скасував дискваліфікацію через розбіжності в пробах, і Тихону залишили бронзову медаль. 2012 року повторне тестування виявило заборонені речовини в пробі попередньої Афінської олімпіади. Термін дискваліфікації за це порушення було визначено з 22 серпня 2004 до 21 серпня 2006.
Особистий рекорд — 84 м 51 см.

## Виступи на Олімпіадах
| Олімпіада   | Дисципліна     | Місце               |
| ----------- | -------------- | ------------------- |
| Сідней 2000 | метання молота | 4                   |
| Афіни 2004  | метання молота | 2 (дискваліфікація) |
| Пекін 2008  | метання молота | 3                   |
| Ріо 2016    | метання молота | 2                   |